# Marsa Matruh

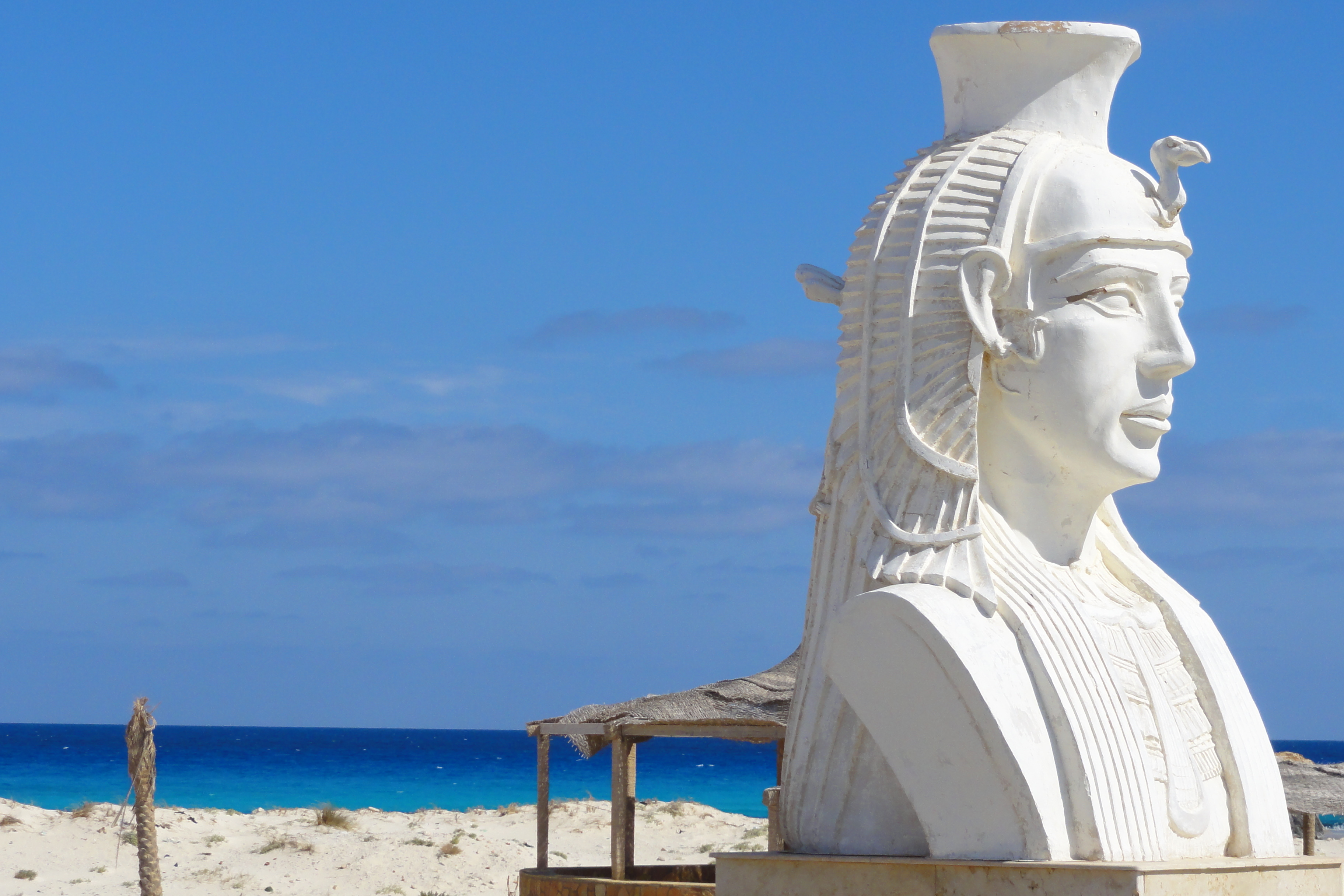
Busto moderno de Cleopatra donde se supone que se encontró con Marco Antonio, sobre la playa homónima.

Marsa Matruh o Marsa Matrú (en árabe: مرسى مطروح Marsā Maṭrūḥ; en griego: Παραιτόνιον, Paraitonion); en latín: Paraetonium es una ciudad portuaria mediterránea de Egipto, la capital de la gobernación de Matrú.
La ciudad está situada al noroeste de Egipto, en la costa del mar Mediterráneo, 240 kilómetros al oeste de Alejandría, y 490 al oeste de El Cairo.
Su población es de 68 339 habitantes (dic. 2005).

## Historia
Marsa Matruh ya era conocida como ciudad portuaria de Egipto en época ptolemaica. Servía como punto de entrada a los peregrinos que llegaban para visitar el oasis de Siwa donde se encontraba el oráculo de Amón. A la ciudad la llamaban Ammonía (griego: Ἀμμωνία, Ammōnía) que más tarde, se llamaría Paraitonion (griego: Παραιτόνιον, copto: ⲧⲡⲁⲣⲁⲧⲟⲛⲓⲟⲛ, Tparatonion). y en época romana, Paraetonium.
Sirvió como importante puerto de tránsito del grano egipcio hacia Roma. Ovidio escribió que su diosa patrona durante su época era Isis.
La ciudad fue cristianizada en el siglo VI, cuando se construyó una capilla en estilo bizantino.
Tras la conquista musulmana del Egipto bizantino por el califato en el siglo VII, pasó a llamarse Baritun (árabe: البارتون, al-Bāritūn). La ciudad también tuvo otros nombres, al menos desde principios del siglo XX: Berek Marsa, Port Mhaddra (Mithr) o Port Bardiah.
Durante la Segunda Guerra Mundial, fue instalada al este una fortificación Baggush Box del ejército británico. Durante este período, Marsa Matruh era la estación terminal del ferrocarril que comunicaba con El Alamein.

## Arqueología
Existen ruinas de un templo del faraón Ramsés II, parte de la ciudad sumergida de César y restos de un palacio sumergido de Cleopatra. También el fondeadero de la antigua flota de los Ptolomeos y restos de las instalaciones navales, que siguen en pie, al oeste del puerto. 
De los coptos, una capilla construida en la época copta temprana, que contiene varias cuevas con inscripciones.
En agosto de 2024 se anunció el descubrimiento de dos tumbas similares a catacumbas con 29 enterramientos y un varios artefactos que denotan la presencia romana. Cerca de las tumbas, se descubrió lo que se piensa que es una terma romana, que incluye una sala de recepción, salas para duchas, armarios y zonas de drenaje de agua.

## Turismo

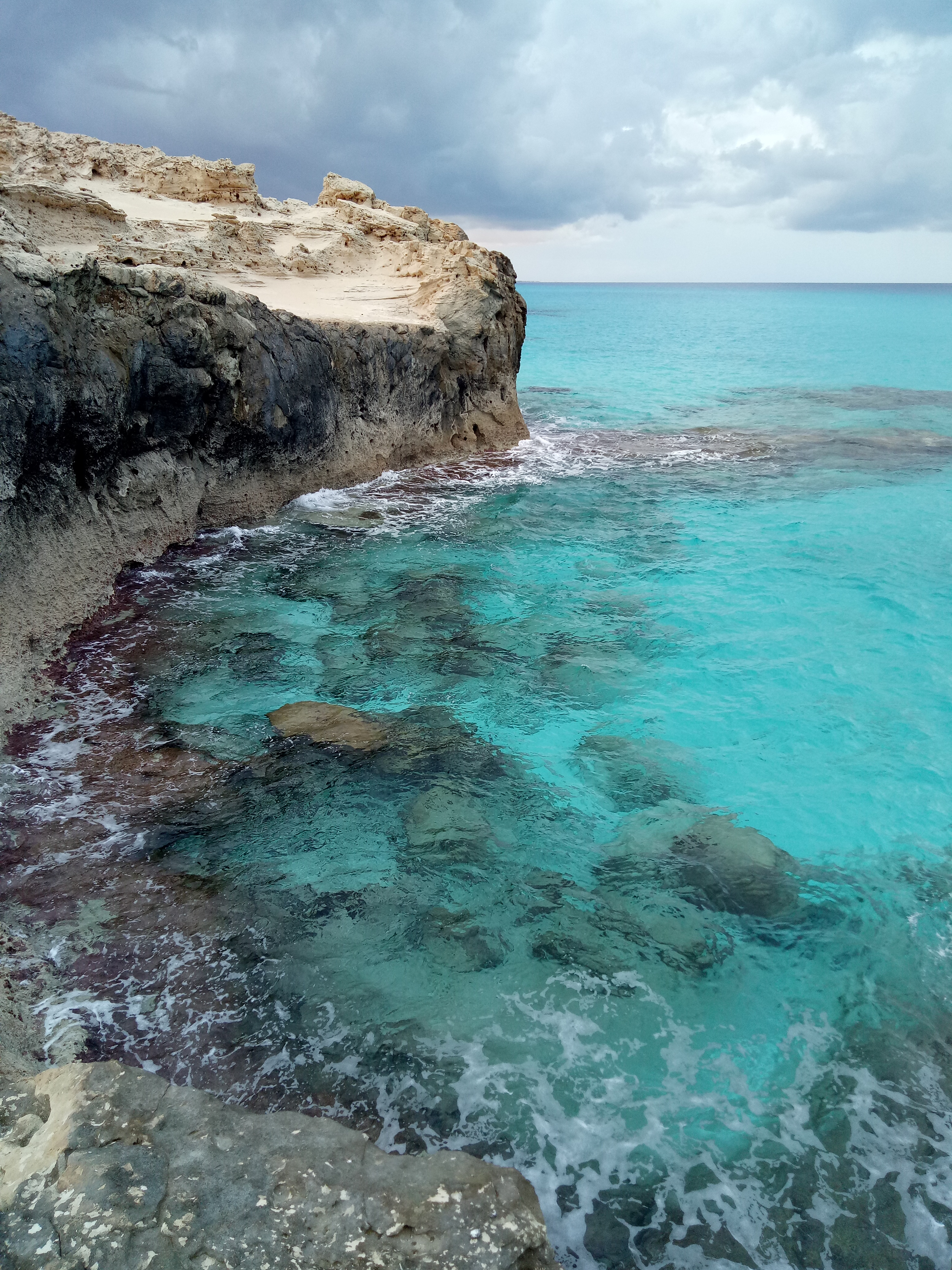
Costa en Marsa Matruh.

La función principal de Marsa Matruh, actualmente, es servir como destino de los ciudadanos de El Cairo que huyen impacientes del calor de la capital en los meses del verano. Dispone del aeropuerto de Marsa Matruh.